# Peter Ibbetson (film, 1935)
Pour les articles homonymes, voir Peter Ibbetson (homonymie).
Pour plus de détails, voir Fiche technique et Distribution.
Peter Ibbetson est un film américain réalisé par Henry Hathaway en 1935.
Le film est tiré du roman de George du Maurier paru en 1891 et de la pièce de théâtre de John Nathaniel Raphael. Ce roman fit l'objet d'une précédente adaptation, Forever (en), réalisée en 1921 par George Fitzmaurice.

## Synopsis
Dans la campagne proche de Paris se trouvent deux villas voisines, habitées par de riches familles de l'aristocratie anglaise. Le jeune Pierre, 8 ans, est voisin de Mimsey, 6 ans. Les deux enfants sont amoureux bien qu'il leur arrive de se disputer. Un jour, l'oncle de Pierre arrive à la villa pour emmener son neveu à Londres. Pierre veut rester avec Mimsey, mais son oncle ne lui laisse pas le choix. « L'amour entre enfants, une chose futile et vite oubliée ! » commente-t-il. « Pas si vite que ça, à mon avis » répond la mère de l'enfant. Pendant le trajet, l'oncle décide que Pierre s'appellera désormais Peter. Peter Ibbetson.
Devenu adulte, le jeune homme travaille à Londres dans un cabinet d'architecte. Fatigué par son travail, il souhaite présenter sa démission à son patron, Mr Slade, mais celui-ci lui conseille plutôt de prendre des vacances à Paris. Peter accepte. Dans la capitale française, le hasard d'une ancienne rencontre lui donne envie de retourner à la villa de son enfance. Sur place, il découvre que les demeures sont désormais abandonnées mais que tout est reconnaissable. Les souvenirs de Mimsey lui reviennent.
De retour à Londres, Peter est envoyé dans le Yorkshire pour faire construire les nouvelles écuries du duc de Towers. Sur place, Peter fait la connaissance de la duchesse, Mary, qui lui impose d'abord de reconstruire les nouvelles écuries à l'identique des anciennes. Plus créatif, Peter propose les plans d'un bâtiment plus moderne et parvient à faire accepter son idée. La construction des écuries démarre et dure deux mois, pendant lesquels Peter et Mary se rapprochent. En discutant, ils découvrent un jour qu'ils ont réalisé le même rêve pendant la nuit, mais ne parlent pas ouvertement d'amour.
Le projet de construction prend fin et le résultat est apprécié de tous. Toutefois, quelques jours avant le retour de Peter à Londres, le duc de Towers, conscient que l'architecte et sa femme ont des sentiments l'un pour l'autre, leur demande ouvertement des explications. Peter reconnaît devant le duc et la duchesse que cette dernière accapare son esprit depuis leur rencontre. L'architecte explique que la duchesse est la première femme qui soit parvenue à lui faire oublier Mimsey, dont il avait été séparé dans son enfance. Mary se reconnaît dans ce récit : un souvenir commun leur permet de découvrir qu'ils étaient autrefois ces deux enfants inséparables.
À la suite de cet aveu, Peter se voit contraint de faire ses valises. Le duc ordonne à sa femme de ne plus jamais revoir l'architecte. Celle-ci, contre son gré, accepte. Peter décide néanmoins de braver les interdits. Il se rend dans la chambre de Mary et lui propose de fuir avec lui. Les deux amants, qui n'ont cessé de s'aimer depuis l'enfance, s'embrassent. Le duc assiste à la scène et menace de les tuer avec son pistolet. Peter protège la duchesse et lance une chaise sur le mari pour l'empêcher de tirer : l'objet vient frapper le duc au visage et le tue sur le coup.
Jugé coupable de meurtre, Peter est condamné à la prison à perpétuité. En prison, il résiste aux geôliers et se bat avec ses codétenus qui se moquent de lui. Ce comportement lui vaut de sévères corrections. Un soir, un geôlier lui assène un coup malencontreux sur la colonne vertébrale : le choc ne lui laisse a priori aucune chance de survie. Dans les divagations de son évanouissement, Peter rencontre la duchesse et tous deux se rendent compte qu'ils partagent à nouveau un rêve commun. Mary demande à Peter de s'accrocher à la vie et lui promet qu'elle lui fera parvenir sa bague le lendemain pour lui donner de l'espoir. Au matin, des gardiens s'apprêtent à emmener le corps de Peter mais découvrent que celui-ci est toujours vivant. Au même moment, la duchesse arrive à la prison et implore le médecin pour que celui-ci remette sa bague à Peter. Le détenu comprend ainsi que son rêve était réel. La nuit suivante, les deux amants se retrouvent dans un nouveau rêve qui se déroule cette fois devant les villas de leur enfance. Mary affirme à Peter qu'ils pourront désormais se retrouver chaque nuit de la même manière pour communiquer et s'évader par l'esprit, aussi longtemps qu'ils vivront. Au matin, le médecin de la prison s'étonne de découvrir que Peter n'a pas succombé à sa blessure et qu'il devrait continuer à vivre. « Pendant des années et des années », lui répond l'intéressé en souriant.
Après une longue vie commune partagée en rêves, Mary est désormais âgée et fragile. Une nuit, elle retrouve Peter et lui fait part de ses peurs. « Cela ne durera pas éternellement. Nous avons été trop près du ciel. Peter, prends mes mains. Il fait froid. » Alors que Peter la serre dans ses bras, Mary disparaît de son rêve. Au matin, un médecin constate son décès. La nuit suivante, Peter s'inquiète d'être seul dans son rêve. Un rayon de lumière apparaît et la voix de Mary se fait entendre. Celle-ci évoque l'existence d'un paradis et laisse tomber ses gants aux pieds de son amant. « Je vais te les rapporter », déclare Peter. Le vieil homme se réveille brièvement avant de s'assoupir en rejoignant à son tour l'au-delà.

## Fiche technique
- Titre : Peter Ibbetson
- Réalisateur : Henry Hathaway
- Scénario : John Meehan, Constance Collier, Vincent Lawrence, Waldemar Young, d'après le roman de George du Maurier
- Photographie : Charles Lang
- Montage : Stuart Heisler
- Musique : Ernst Toch, Hugo Friedhofer (non crédité), W. Franke Harling (non crédité) et Heinz Roemheld (non crédité)
- Effets visuels : Gordon Jennings
- Producteur : Louis D. Lighton
- Société de production : Paramount Pictures
  - Société de distribution : Paramount Pictures
- Pays de production :  États-Unis
- Langue : anglais
- Genre : Drame et fantastique
- Format : noir & blanc - mono
- Durée : 88 minutes
- Date de sortie : 
  - États-Unis : 7 novembre 1935

## Distribution
- Gary Cooper : Peter Ibbetson
- Ann Harding : Mary, Duchesse de Towers
- John Halliday : Duc de Towers
- Ida Lupino : Agnes
- Douglass Dumbrille : Col. Forsythe
- Virginia Weidler : Mimsey (Mary, à 6 ans)
- Dickie Moore : Gogo (Peter, à 8 ans)
- Doris Lloyd : Mme Dorian
- Gilbert Emery : Wilkins
- Donald Meek : M. Slade
- Christian Rub : Major Duquesnois
- Elsa Buchanan : Mme Pasquier

Et, parmi les acteurs non crédités :
- Marcelle Corday : Une servante
- Leonid Kinskey : Un prisonnier
- Colin Tapley : Un fonctionnaire

## Autour du film
Par son atmosphère lyrique et fantastique, le film fut porté aux nues par le mouvement surréaliste. Dans L'Amour fou, André Breton le décrit par ces mots : 

« un film prodigieux, triomphe de la pensée surréaliste. »